# André Knöfel
| (17821) Bölsche1 | 31. März 1998      |
| (20512) Rothenberg                                                                                                   | 10. September 1999 |
| (20518) Rendtel | 12. September 1999 |
| (20522) Yogeshwar | 13. September 1999 |
| (21686) Koschny | 11. September 1999 |
| (38268) Zenkert | 10. September 1999 |
| (101960) Molau | 11. September 1999 |
| (147595) Gojkomitić2                                                                                                 | 14. April 2004     |
| (157015) Walterstraube2                                                                                              | 25. August 2003    |
| (157301) Loreena | 16. September 2004 |
| (161257) 2003 FD22, 3, 4                                                                                             | 23. März 2003      |
| (163800) Richardnorton                                                                                               | 26. August 2003    |
| (208351) Sielmann | 8. September 2001  |
| (235026) 2003 FC23, 4                                                                                                | 23. März 2003      |
| (243073) Freistetter                                                                                                 | 16. April 2007     |
| (318265) 2004 SF20                                                                                                   | 17. September 2004 |
| (365739) Peterbecker                                                                                                 | 15. September 2004 |
| (388868) 2008 QH20                                                                                                   | 30. August 2008    |
| (419062) 2009 SH20                                                                                                   | 22. September 2009 |
| (455299) 2002 EL6 | 9. März 2002       |
| 1 zusammen mit Jens Kandler 2 zusammen mit Gerhard Lehmann 3 zusammen mit Detlef Koschny 4 zusammen mit Thomas Payer |                    |

André Knöfel (* 30. Oktober 1963 in Berlin) ist Amateurastronom und arbeitet beim Deutschen Wetterdienst.
Knöfel hat sich auf die Beobachtungen von Asteroiden und Meteoren spezialisiert. Er entdeckte einige Asteroiden, darunter (17821) Bölsche (gemeinsam mit Jens Kandler), (20512) Rothenberg, (20522) Yogeshwar, (21686) Koschny, (147595) Gojkomitić (gemeinsam mit Gerhard Lehmann), (157301) Loreena und (243073) Freistetter. Im Jahre 2002 gelang ihm die Entdeckung des Erdbahnkreuzers 2002 EL6, der zusätzlich als gefährlich eingestuft wurde.
Auf Vorschlag von Freimut Börngen wurde der Asteroid 16438 nach Knöfel benannt. Für seine ehrenamtliche wissenschaftliche Tätigkeit wurde André Knöfel im Jahre 2004 von Bundespräsident Horst Köhler mit der Verdienstmedaille des Verdienstordens geehrt.
| Personendaten    | Personendaten             |
| ---------------- | ------------------------- |
| NAME             | Knöfel, André             |
| KURZBESCHREIBUNG | deutscher Amateurastronom |
| GEBURTSDATUM     | 30. Oktober 1963          |
| GEBURTSORT       | Berlin                    |